# Parasitärer Wurm
Parasitäre Würmer oder auch parasitische Würmer, im medizinischen Sprachgebrauch als Helminthen bezeichnet, sind als Parasiten lebende vielzellige Tiere (Metazoa) mit „wurmförmiger“ Gestalt, also langgestreckte Tiere ohne oder mit kurzen Körperanhängen. Die Helminthen sind untereinander nicht näher verwandt und gehören zoologisch gesehen zu sehr unterschiedlichen Taxa. Die Wissenschaft von den parasitischen Würmern heißt Helminthologie.
Parasitäre Würmer leben in ihren Wirten und ernähren sich von ihnen. Nicht immer kommt es zu einer unmittelbaren Schadwirkung und damit Krankheit des Wirts, die dann Wurmerkrankung oder Helminthose genannt wird. Wurmerkrankungen stellen ein globales gesundheitliches und wirtschaftliches Problem dar.

## Taxonomie

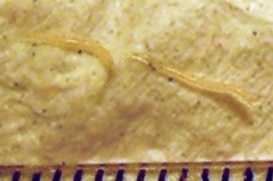
Zwei Madenwürmer

„Helminthen“ ist ein willkürlicher Überbegriff in der medizinischen und tiermedizinischen Parasitologie, zoologisch handelt es sich um Vertreter verschiedenster systematischer Einheiten. Unter diesem Begriff werden Fadenwürmer (Nematoda), Plattwürmer (Platyhelminthes, vor allem Saug- und Bandwürmer), Ringelwürmer (Annelida) und Kratzwürmer (Acanthocephala) zusammengefasst. Die größte gesundheitliche Bedeutung haben dabei die Rund- und Plattwürmer. Die Angaben zur Zahl der bei Wirbeltieren vorkommenden Helminthen schwankt je nach Angabe zwischen 75.000 und 300.000 Arten, darunter bis zu 300, die allein den Menschen befallen. Die wichtigsten parasitischen Würmer in Medizin und Tiermedizin gehören zu folgenden Familien:
Reich Fadenwürmer
- Ordnung Rhabditida
  - Überfamilie Strongyloidea: Ancylostomatidae, Metastrongylidae, Strongylidae, Trichostrongylidae
- Ordnung Oxyurida (Pfriemenschwänze)
  - Überfamilie Oxyuroidea: Kathlaniidae, Oxyuridae, Pharyngodonidae
- Ordnung Spirurida (Rollschwänze) 
  - Überfamilie Acuarioidea: Acuaridae
  - Überfamilie Ascaridoidea: Anisakidae, Ascarididae, Raphidascarididae
  - Überfamilie Dracunculoidea: Dracunculidae
  - Überfamilie Filarioidea (Filarien): Filariidae, Onchocercidae
  - Überfamilie Habronematoidea: Habronematidae
  - Überfamilie Heterakoidea: Aspidoderidae, Ascaridiidae, Heterakiidae
  - Überfamilie Physalopteroidea: Physalopteridae
  - Überfamilie Spiruroidea: Gnathostomatidae, Gongylonematidae, Hartertiidae, Pneumospiridae, Spirocercidae, Spiruridae, Tetrameridae
  - Überfamilie Subuluroidea: Subuluridae
  - Überfamilie Thelazioidea: Thelaziidae
- Ordnung Enoplida
  - Überfamilie Trichuroidea: Capillariidae, Trichuridae
  - Überfamilie Trichinelloidea: Trichinellidae
  - Überfamilie Dioctophymatoidea: Dioctophymatidae

Reich Plattwürmer
- Klasse Saugwürmer
  - Ordnung Plagiorchiida: Collyriclidae, Cyclocoelidae, Dicrocoeliidae, Echinostomatidae, Fasciolidae, Gastrodiscidae, Gastrothylacidae, Lecithodendriidae, Nanophyetidae, Notocotylidae, Opisthorchiidae, Paramphistomatidae, Paragonimidae, Philophthalmidae, Plagiorchiidae, Prosthogonimidae
  - Ordnung Strigeidida: Brachylaemidae, Diplostomatidae, Heterophyidae, Schistosomatidae, Strigeidae
- Klasse Bandwürmer
  - Ordnung Cyclophyllidea: Anoplocephalidae, Davaineidae, Dilepididae, Dipylidiidae, Hymenolepididae, Mesocestoididae, Paruterinidae, Taeniidae
  - Ordnung Diphyllobothriidea: Diphyllobothriidae

Reich Kratzwürmer
- Ordnung Oligacanthorhynchida: Oligacanthorhynchidae, Polymorphidae

## Lebenszyklus

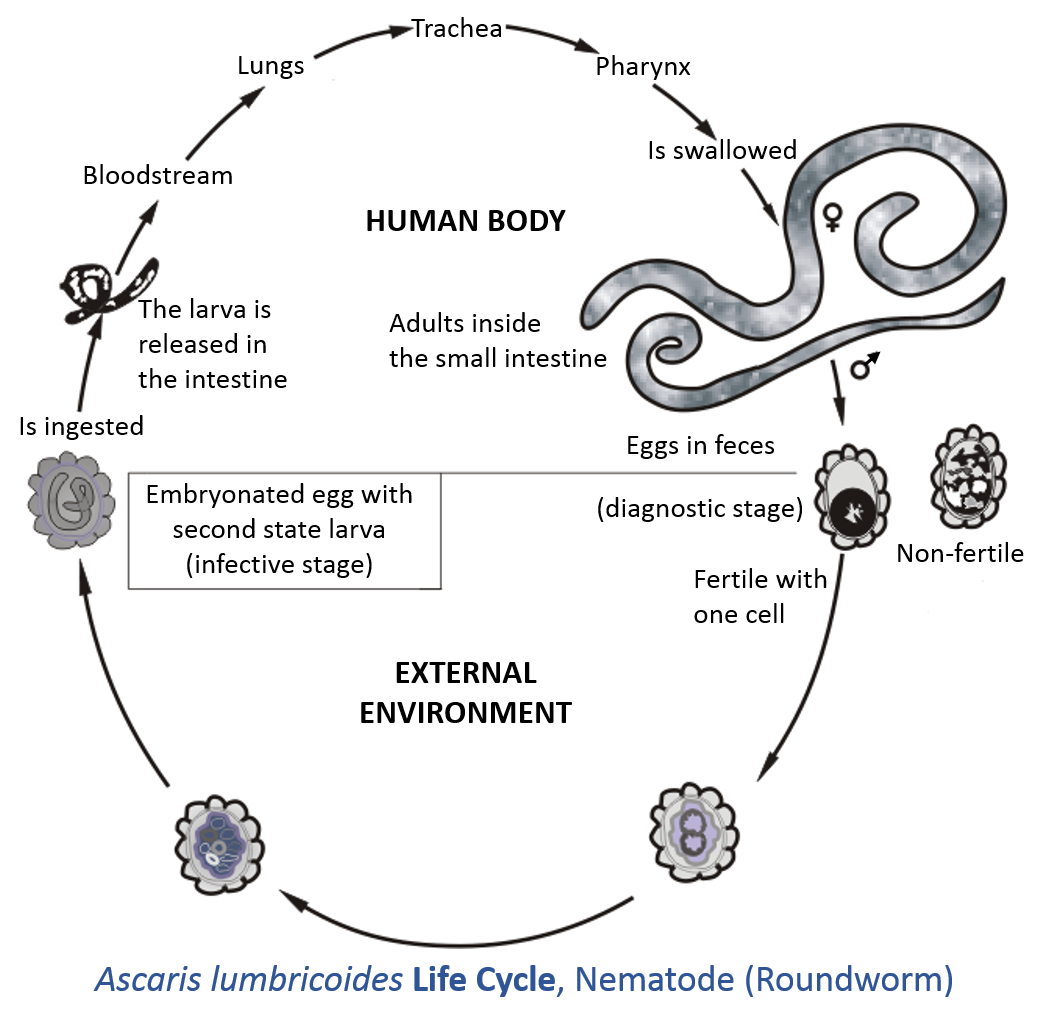
Lebenszyklus des Spulwurms

Die Lebensdauer erwachsener (adulter) Würmer variiert von Art zu Art enorm, liegt aber im Allgemeinen im Bereich von 1 bis 8 Jahren. Diese Lebensdauer von mehreren Jahren ist das Ergebnis ihrer Fähigkeit, die Immunantwort ihrer Wirte durch die Sekretion immunmodulatorischer Substanzen zu manipulieren.
Die meisten Plattwürmer sind Zwitter (Hermaphroditen), ein Individuum hat also sowohl männliche als auch weibliche Geschlechtsorgane. Die meisten Fadenwürmer sind dagegen getrenntgeschlechtlich, es gibt also Weibchen und Männchen. Alle Arten produzieren Eier zur Fortpflanzung, aus denen Larven schlüpfen, die sich meist über mehrere Stadien zu Adulten häuten. Die Eier sind meist sehr widerstandsfähig gegenüber äußeren Einflüssen und bleiben daher über Monate ansteckungsfähig. Die Ansteckung des Wirts erfolgt entweder durch Eier oder Larven. Die Aufnahme der Eier erfolgt meist oral und die Larve schlüpft im Darm des Wirts.
Fadenwürmer haben entweder einen direkten oder indirekten Lebenszyklus. Beim häufigeren direkten Lebenszyklus entwickeln sie sich  freilebend in der Außenwelt, wo sie zwei Häutungen durchlaufen. In dieser Phase decken die Larven ihren Energiebedarf aus Fetttröpfchen im Darm und durch Bakterien. Die Ansteckung erfolgt durch Aufnahme des dritten Larvenstadiums (L3). Bei einigen Arten können sich die Larven durch die intakte Haut ihres Wirts bohren wie bei den Hakenwürmern. Beim indirekten Lebenszyklus finden die ersten beiden Häutungen in einem Zwischenwirt statt und der Endwirt steckt sich durch Verspeisen des Zwischenwirts an oder die L3 wird vom Zwischenwirt beim Saugakt auf den Endwirt übertragen, beispielsweise Filarien durch Blutsaugende Insekten. Eine Ansteckung von Wirt zu Wirt mit adulten Helminthen kommt praktisch nicht vor.
Kratzwürmer haben einen indirekten Lebenszyklus, in den ein wasser- oder landlebender Gliederfüßer als Zwischenwirt eingeschaltet ist. Diese nehmen die Eier mit der darin liegenden Larve (hier Acanthor genannt) auf. Der Acanthor wandert in das Haemocoel und entwickelt sich dort binnen ein bis drei Monaten zum Cystacanthus (junges Adultstadium). Mit Verspeisen des Zwischenwirts wird der Cystacanthus freigesetzt, heftet sich an die Darmwand des Endwirts und reift zum Adulten. Nach fünf bis 12 Wochen erscheinen Eier im Kot, diese Zeitspanne zwischen Ansteckung und Eiausscheidung nennt man Präpatenz.
Bei den Plattwürmern sind in den Entwicklungszyklus nahezu immer obligate Zwischenwirte eingeschaltet, in denen ein Teil der Entwicklung stattfindet, und der Endwirt steckt sich durch Aufnahme des Zwischenwirts an. Bei Saugwürmern ist der erste Zwischenwirt meist eine Schnecke. Hier vermehren sich die Larven (Miracidien) ungeschlechtlich, so dass aus einem Ei hunderte Larven (und später Adulte) werden (bei einem Fadenwurm entsteht aus einem Ei immer nur ein Adultus). Bei den Bandwürmern enthält jedes Bandwurmglied männliche und weibliche Geschlechtsorgane. In den reifen Eiern entsteht die Sechshakenlarve (Onkosphäre). Mit Aufnahme des Eis durch den Zwischenwirt wird die Sechshakenlarve im Darm freigesetzt und bohrt sich durch die Darmwand und gelangt so in die Blut- oder Lymphgefäße, bei Wirbellosen in die Körperhöhle. Im speziesspezifischen Zielgewebe verliert die Sechshakenlarve ihre Haken und entwickelt sich zu einem Finnenstadium. Eine Besonderheit der Bandwurmentwicklung ist, dass dieses Finnenstadium im Zwischenwirt beträchtlichen Schaden anrichten kann, der den beim Endwirt deutlich übersteigen kann. So kann die Finne des beim Endwirt Rotfuchs harmlosen Fuchsbandwurms beim Zwischenwirt Mensch eine tödlich verlaufende Erkrankung, die Alveoläre Echinokokkose, auslösen.
Die meisten Helminthen, darunter alle Bandwürmer, parasitieren im Magen-Darm-Trakt ihrer Wirte und die Eier oder die Larven verlassen den Wirt mit dem Kot. Helminthen können aber de facto in jedem Organsystem auftreten. Welche Organe befallen werden, ist von der Spezies des Parasiten abhängig.

## Hygienemaßnahmen
Um Helmintheneier physisch aus dem Abwasser zu entfernen, werden Prozesse eingesetzt, die Partikel entfernen, wie Sedimentation, Filtration oder Flockung. Dafür können Abwasserteiche und Lagerbecken, Pflanzenkläranlagen, schnelle Filtration oder Bioreaktoren: anaerob arbeitende sogenannte UASB-Reaktoren (nach engl. Upflow anaerobic sludge blanket digestion) verwendet werden. Helmintheneier können nicht mit Chlor, UV-Licht oder Ozon inaktiviert werden (im letzteren Fall zumindest nicht mit wirtschaftlichen Dosen, da >36 mg/L Ozon mit einer Stunde Kontaktzeit benötigt werden). Die Inaktivierung von Helmintheneizellen kann bei der Klärschlammbehandlung erreicht werden, wenn die Temperatur über 40 °C erhöht oder die Feuchtigkeit auf weniger als 5 % reduziert wird. Beste Ergebnisse können erzielt werden, wenn beide Bedingungen über einen längeren Zeitraum kombiniert werden. Wurmeier gelten als hochresistente biologische Strukturen.
Helmintheneier sind ein guter Bioindikator, um die Sicherheit von Sanitär- und Wasseraufbereitungssystemen zu bewerten, da sie die resistentesten Krankheitserreger (resistenter als Viren, Bakterien oder Protozoen) sind und in extremen Fällen mehrere Jahre im Boden überleben können. Daher wird das Vorhandensein oder Fehlen ansteckungsfähiger Helmintheneier in einer Probe getrockneter Fäkalien, Kompost oder Fäkalienschlamms verwendet, um die Effizienz verschiedener Abwasser- und Schlammbehandlungsprozesse in Bezug auf die Entfernung von Krankheitserregern zu bewerten.

## Verwendung in der Medizin
Parasitäre Würmer werden seit einigen Jahren versuchsweise gegen Krankheiten eingesetzt, insbesondere gegen solche, die auf einer übersteigerten Immunantwort beruhen. Hintergrund ist die Hypothese, dass durch die Co-Evolution zwischen Menschen und parasitären Würmern letztere für ein gesundes Immunsystem benötigt werden. Parasitäre Würmer können das Immunsystem ihres Wirts dämpfen, was es ihnen erleichtert, im Darm zu leben, ohne angegriffen zu werden. Eine große randomisiert kontrollierte Studie mit dem Schweinepeitschenwurm zur Remissionsinduktion bei Morbus Crohn fiel allerdings negativ aus, daher wird dieser Therapieansatz bei Colitis ulcerosa nicht mehr verfolgt.